# Барзе
Барзе (рос. Барзе) — хутір у Веденському районі Чечні Російської Федерації.
Населення становить 0 осіб. Входить до складу муніципального утворення Тазен-Калінське сільське поселення.

## Історія
Згідно із законом від 20 лютого 2009 року органом місцевого самоврядування є Тазен-Калінське сільське поселення.

## Населення
| 1990 | 2002 | 2010 |
| ---- | ---- | ---- |
| 26   | ↘0   | →0   |